# Vernante
Vernante (piemontesisch Vërnant, okzitanisch Vernant) ist eine Gemeinde in der italienischen Provinz Cuneo (CN), Region Piemont.

## Lage und Einwohner
Vernante liegt  20 km südlich von der Provinzhauptstadt Cuneo entfernt auf einer Höhe von 785 m über dem Meeresspiegel. Das Gemeindegebiet umfasst eine Fläche von 62,06 km² und hat 1080 Einwohner (Stand 31. Dezember 2023). Zur Gemeinde zählen auch die vier Fraktionen (Frazioni) Ciastellar, Folchi, Palanfré und Renette. Vernante hat einen Bahnhof an der Bahnstrecke Cuneo-Ventimiglia.
Die Nachbargemeinden sind Boves, Entracque, Limone Piemonte, Roaschia und Robilante.

## Geschichte

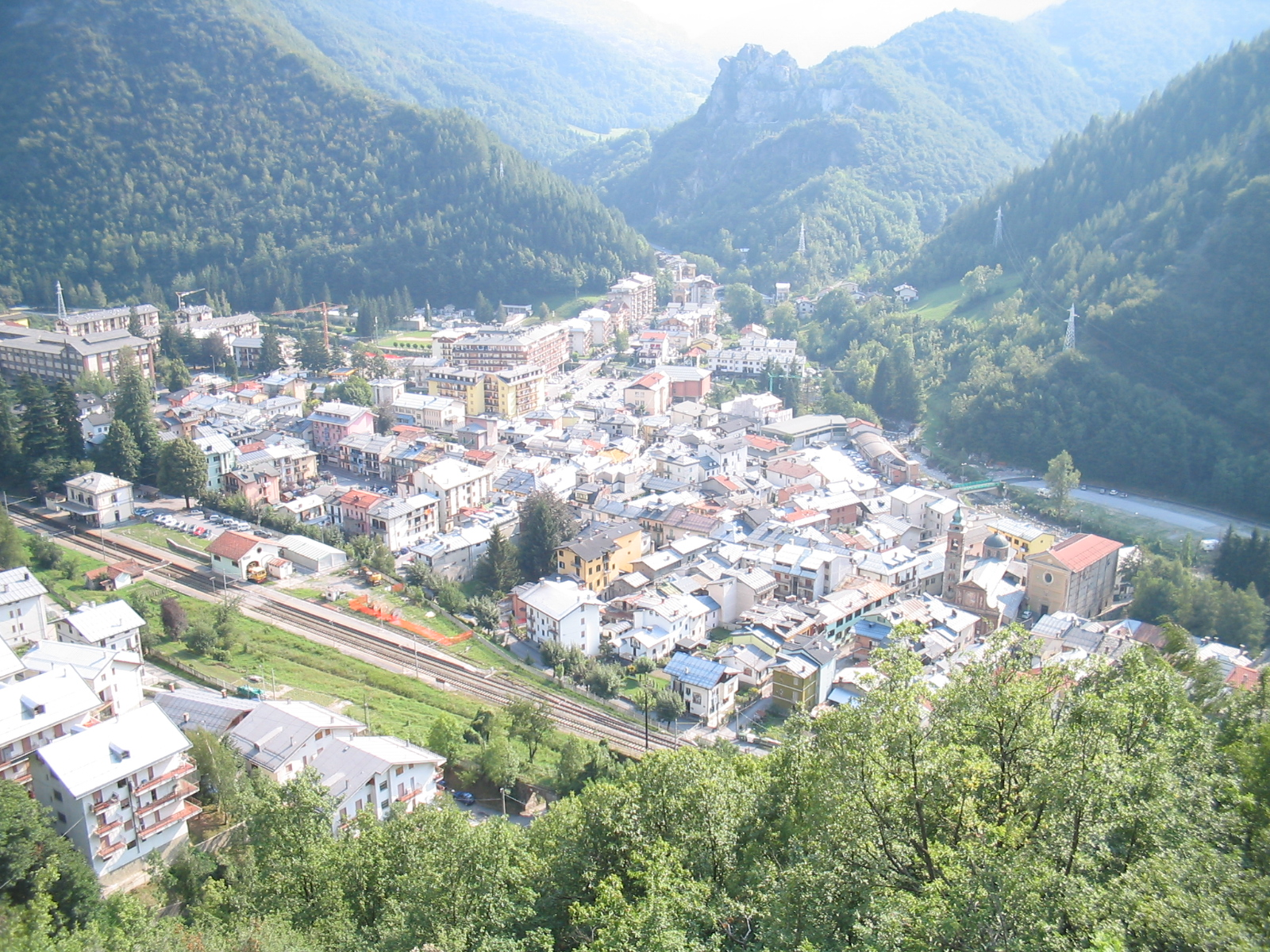
Panorama

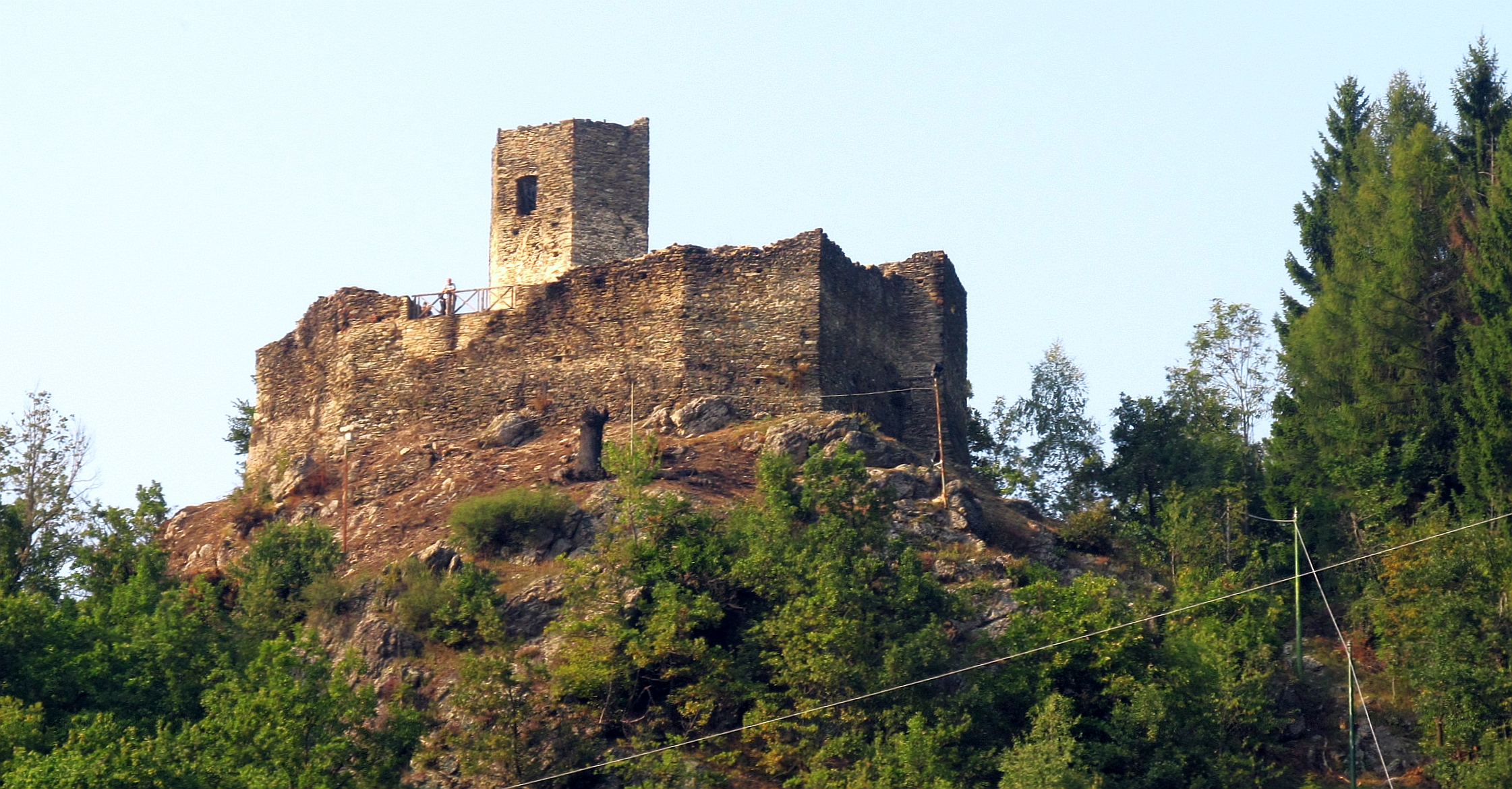
Die alte Burg

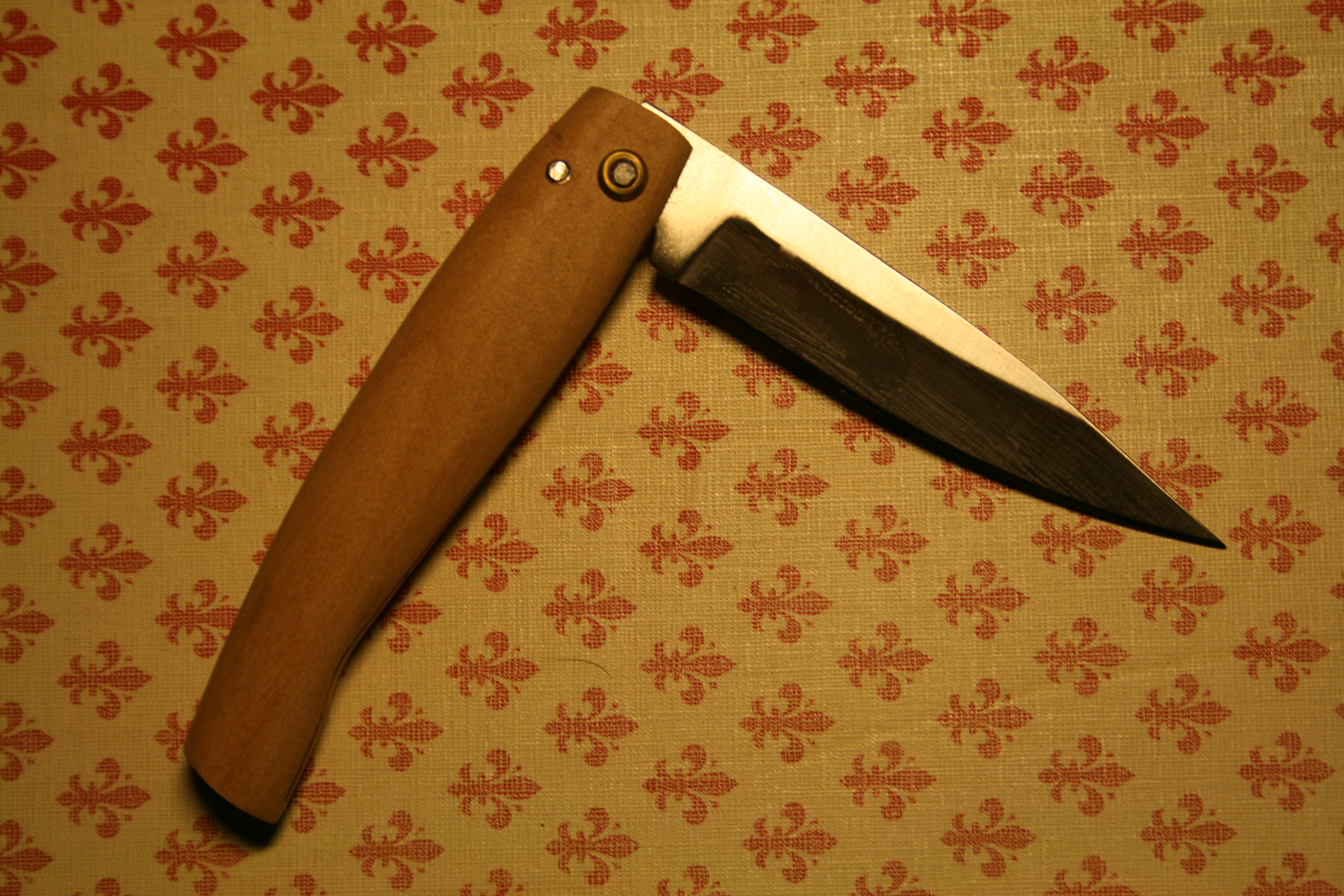
Vernante Messer

In der mittelalterlichen Dokumentation zum Ortsnamen heißt es „Alvergnantus“ und „Alvernantus“. Es handelt sich um eine Ableitung durch das Suffix -ANTE vom keltischen „verna“, also „Erle“, einer im Tal weit verbreiteten Pflanze. Der Ort ist sehr alten Ursprungs, wahrscheinlich römisch, und wurde zum ersten Mal in offiziellen Dokumenten aus dem 11. Jahrhundert erwähnt. Es gehörte zur Gemeinde Cuneo und gelangte 1230 unter die Herrschaft der Markgrafen von Saluzzo und danach unter die Herrschaft von Tenda. Die Periode der größten Entwicklung fällt mit dem Übergang unter die Herrschaft der Lascaris im Jahr 1279 zusammen. Die Grafschaft Tenda (einschließlich Vernante) blieb bis 1581 unabhängig, als sie unter die Herrschaft der Savoyer überging.

## Sehenswürdigkeiten
- Die alte Burg aus dem Jahr 1280 mit dem Namen „Turusela“ thront über der Stadt und ist ein schönes Beispiel einer geschlossenen Burg. Die Mauern umgeben die Klippe, die vom Bergfried dominiert wird, der auf zwei Dritteln seiner ursprünglichen Höhe abgeschnitten ist.
- Die Pfarrkirche San Nicolao ist an der Fassade mit Fresken geschmückt.
- Bei einem Rundgang durch die Straßen des Zentrums können eine große Gruppe von Wandgemälden (ca. 90) bewundert werden, die die wichtigsten Episoden des Pinocchio-Märchens erzählen und an den sichtbarsten Wänden zahlreicher Häuser gemalt worden sind.[3]
- Attilio Mussino Museum[4]

## Vernante Messer
Ab der ersten Hälfte des 19. Jahrhunderts wurden in Vernante Messer hergestellt. Ursprünglich im Herkunftsgebiet verbreitet, wurde die Produktion später auf die gesamte italienische Halbinsel ausgedehnt, die hauptsächlich von Hirten und Bauern als Arbeitsmittel genutzt wurden. Die Besonderheit dieses Messers ist das Vorhandensein einer Fliege, die durch Heißnieten der Klinge hergestellt wird und nützlich ist, um ihre Bewegung zu stoppen und gleichzeitig eine Unterstützung für ihre Öffnung zu schaffen. Dieser spezielle Mechanismus ist ein altes System, das in den letzten Jahrhunderten häufig verwendet wurde, um einfache Messer ohne Federn herzustellen, die jetzt jedoch völlig außer Betrieb sind.

## Persönlichkeit
- Attilio Mussino (Turin, * 25. Januar 1878 – Vernante, † 16. Juli 1954) war ein italienischer Illustrator, Cartoonist und Maler.